# Haddington (East Lothian)
Haddington, schottisch-gälisch: Baile Adainn, ist der Verwaltungssitz der schottischen Council Area East Lothian. Sie war außerdem namensgebende Hauptstadt der traditionellen Grafschaft Haddingtonshire.

## Geographie
Haddington liegt rund 25 Kilometer östlich des Zentrums von Edinburgh und 17 Kilometer westlich von Dunbar. Durch die Kleinstadt fließt der Tyne. Der Fluss trat in der Geschichte Haddingtons häufig über die Ufer und überflutete Teile der Stadt. Nördlich zieht sich die kurze Kette der Garleton Hills in Ost-West-Richtung, während sich rund zehn Kilometer südöstlich die Lammermuir Hills erheben.

## Geschichte
Im Hochmittelalter zählte Haddington zu den bedeutendsten Städten Schottlands. In den über Jahrhunderte andauernden kriegerischen Konflikten mit England spielte sie als Bollwerk eine wichtige Rolle. Unter König David I. erhielt Haddington die Rechte eines Royal Burghs und zählt damit zu den ältesten Burghs. Dort befand sich mit dem Palace of Haddington ein königlicher Palast, in dem Alexander II. 1198 geboren wurde.
Im Zuge des Rough Wooing wurde Haddington mehrfach belagert. Mit der Maßnahme versuchte der englische König Heinrich VIII. die schottische Königin Maria Stuart von der Eheschließung mit seinem Sohn Eduard zu überzeugen. Dies führte zum Abschluss des Vertrags von Haddington, nach welchem Maria einer Eheschließung mit Franz, dem Sohn Heinrich II. von Frankreich, zustimmte. Im Gegenzug sicherte Frankreich Hilfe zur Beendigung der Belagerung zu. Dies führte zu einer Verstärkung des französischen Einflusses in Schottland. Noch heute zählt Aubigny-sur-Nère zu den Partnerstädten Haddingtons.
Erstmals im Jahre 1139 ist eine Marienkirche in Haddingtoun belegt. Diese wurde im Zuge kriegerischer Handlungen unter Eduard III. im Jahre 1356 zerstört. 1178 wurde am Standort ein Zisterzienserinnenkloster erbaut, von dem heute nur noch die Ruinen einer Kirche übrig geblieben sind. Der Bau der heutigen Marienkirche von Haddington wurde in der zweiten Hälfte des 14. Jahrhunderts begonnen. Auf Grund der Lage Haddingtons an einer Pilgerstraße zwischen St Andrews und Santiago de Compostela zog der Standort Gelehrte an. Zunächst ein Kollegiatstift, wird die Marienkirche seitdem als Pfarrkirche genutzt.
Seit vielen Jahrhunderten ist Haddington ein bedeutendes Wirtschafts- und Handelszentrum. Bis in das mittlere 19. Jahrhundert befand sich dort der älteste und wichtigste Getreidemarkt Schottlands. In der Stadt siedelte sich kornverarbeitende Industrie an. Des Weiteren wurde seit 1681 Wolle verarbeitet und Textilien produziert. Eine 1978 errichtetes Werk zur Fernseherproduktion von Mitsubishi bot 500 Arbeitsplätze. Es wurde nach zwanzig Jahren Betrieb wieder geschlossen.

## Verkehr
Die Edinburgh mit London verbindende A1 ist in einem Bogen um Haddington geführt. Seit 1996 ist sie als Schnellstraße ausgebaut. Des Weiteren enden die A199, die A6093 sowie die A6137 in der Stadt.
1846 erhielt Haddington einen eigenen Bahnhof. Es handelte sich um den Endhalt einer kurzen Stichbahn der North British Railway, die in Longniddry von der heutigen East Coast Main Line abzweigte. Ihr Erfolg war jedoch mäßig, sodass sie 1968 aufgelassen wurde.

## Persönlichkeiten
- Alexander II. (1198–1249), König von Schottland 1214–1249
- Walter Bower (1385–1449), Geschichtsschreiber, Abt von Inchcolm 1418–1449
- John Knox (1514–1572), Reformator
- Jane Welsh Carlyle (1801–1866), Salonnière
- John Swinton (1829–1901), Journalist, Zeitungspublizist und Redner
- James Black Baillie (1872–1940), Philosoph
- William George Gillies (1898–1973), Maler und Kunstpädagoge
- Emma Smith Gillies (1900–1936), Keramikkünstlerin
- Gerald Balfour, 4. Earl of Balfour (1925–2003), Peer und Politiker
- Dr. Robert (Robert Howard) (* 2. Mai 1961), Musiker (Sänger u. Gitarrist der Band The Blow Monkeys)
- Ingrid Grant (* 1964), Skirennläuferin